# Кале (Крупище)
Кале или Крупищкото кале (на македонска литературна норма: Кале, Крупишко кале) е антична и средновековна крепост, разположена край щипското село Крупище, Северна Македония.

## Местоположение
Кале се намира на 2 km североизточно от Крупище сред блатиста равнина при устието на Злетовица в Брегалница. Теренът е естествено издигнат на 2 - 3 m над околното блато, под формата на тесен полуостров с достъп от запад. Разлятите речни води са представлявали естествено препятствие от три страни. В модерната епоха с мелиоративни усилия блатото е превърнато в оризища, които се напояват със същата вода. Трасето на Брегалнишкия път (днес Щип — Кочани — Делчево) минава покрай Калето, а на това място от него се отделя регионалният Осоговски път (днес Крупище — Пробищип — Кратово — Славище).

## История

### Античност
На ридчето Голем Цапар, издигащо се в източната част на Калето в елинистическо време е изградена укрепено селище. С централната си позиция в Полето и размерите си от 4 ha, то е икономически и административен център в тази област. В късноримско време на Калето е построен правоъгълен военен лагер (каструм). Стените, изградени с камък и хоросан, са изтеглени в прави линии и ограждат площ от 8 ha. След появата на войската тук израства и цивилно селище, което според Иван Микулчич може би е град Запара, отбелязан и като седалище на епископ. Открити са множество части от мраморни елементи от няколко раннохристиянски църкви. В северния край на града е частично разкопана голяма базилика с 5 апсиди от VI век, а останките на друга са установени при сондиране под църквата „Свети Никола“ от XIV век южно от градската стена.
Рудоносният район на Средно Осогово се потвърждава от десетки рудници и сгурища от Късната античност, както и от близо тридесет рударски крепости и укрепени рударски селища от това време. Тези селища гравитират към трада близо до Крупище, представляващ икономическата основа на региона.

### Средновековие
При археологическите разкопки в Крупище е открита църква с форма на кръст от IX - X век по протежение на южната градска стена и разположени до нея гробове от това време. В северната част на оградената зона, в рамките на базиликата от VI век са разкрити славянски гробове от IX - X век. Те са заровени в слоя от развалини в южния кораб на базиликата, на дълбочина до нейния под. Това показва, че средният кораб на църквата от VІ век несъмнено е реставриран през IX - X век като гробна църква. Според откривателката Блага Алексова църквата е катедрален храм на Величката епископия от IX век, в който е служил Климент Охридски. Според Иван Микулчич обаче стратиграфията на обекта е изключително ясна и не позволява никакви хипотези за предполагаем мартириум от IX век, който е заемал южния кораб на базиликата, както твърди Алексова и археологическите находки говорят, че храмът е от VI век.
Според Алексова тук се е намирал град Равен, овладян от Българската държава при настъплението на запад. Княз Борис I малко след приемането на християнството в 864 година извършва първото кръщение на няколко хиляди души на Брегалница. Град Равен става първата епископия на Брегалница. Според грамотата на Василий II Българоубиец от 1019 година седалището на Брегалнишката епископия се е намирало в Мородвис, малък кастрон в пазвите на Плачковица и на 14 km източно от Крупище. Изглежда още през Χ век Равен напълно губи дотогавашната си политическа роля. В документи от времето на Самуил и след него изобщо не се споменава Равен. Вероятно трябва да си представим град Равен като български аул, епизодично използван като укрепен военен лагер, без солидни сгради в него с изключение на църквите и без градски живот. С придвижването на българската войска още на запад това място запустява. Малкото местно славянско население, групирано около няколкото църкви, остава да живее тук. Дори името Равен изчезва и през XIV век - когато сръбският крал Душан провежда тук църковен събор, селото носи сегашното си име Крупище.